# سيكاي كيبيدي

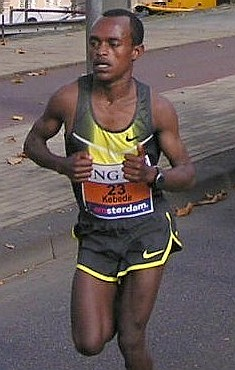
كيبيدي في ماراثون أمستردام 2007

سيكاي كيبيدي وردوف (مواليد 15 يناير 1987) عداء أثيوبي متخصص في سباقات الطرق والماراثون. صعدت شهرته بسرعة ليصبح عداء محترفا بارزا بعد أول مباراة دولية له في ماراثون أمستردام عام 2007. وفي سنته الثانية من الاحتراف فاز في ماراثون باريس، وماراثون فوكوكا وفاز بالميدالية البرونزية بسباق الماراثون في دورة الألعاب الأولمبية في بكين 2008.
أصبح سيكاي واحدا من كبار الرياضيين الأثيوبيين في موسم 2009: فاز بالمركز الثاني في ماراثون لندن وفاز بالميدالية البرونزية في سباق الماراثون في أول بطولة العالم لألعاب القوى له في 2009. واحتفظ بلقب ماراثون فوكوكا حتى نهاية عام 2009، وسجل أسرع وقت شخصي له في ماراثون اليابان. فاز بماراثون لندن 2010 و 2013. وحصل على المركز الثاني في ماراثون مدينة نيويورك 2013.

## روابط خارجية
- سيكاي كيبيدي على موقع الاتحاد الدولي لألعاب القوى (الإنجليزية)
- سيكاي كيبيدي على موقع اللجنة الأولمبية الدولية (الإنجليزية)
- سيكاي كيبيدي على موقع أوليمبيديا (الإنجليزية)